# Ernst de Maré
Ernst Samuel Magnus de Maré, född 4 december 1904 i Göteborg, död 10 april 1994 i Vasa församling, Göteborg, var en svensk bankman.
Efter juridikstudier i Uppsala blev de Maré juris kandidat där 1928. Han gjorde sin tingstjänstgöring 1928–1931 och var notarie i Svea hovrätt 1931–1932. Han tjänstgjorde som bankjurist vid Skandinaviska Banken i Stockholm 1932–1946 och fortsatte vid motsvarande bank i Göteborg 1946 där han blev biträdande direktör 1954 och vice verkställande direktör 1960. Han var sedan verkställande direktör och styrelseledamot där 1963–1968.
Ernst de Maré tillhörde släkten de Maré. Han var son till advokaten Sam de Maré och Göthilda Magnus. Han var tvillingbror till Göran de Maré. Ernst de Maré var från 1943 gift med Majt Ericsson (1907–1994), dotter till apotekare John Ericsson och Anna Mjöberg, samt tidigare gift med Edgar Mannheimer. Makarna de Maré är begravna på Kvibergs kyrkogård i Göteborg.